# Valdora
Valdora est une localité rurale de la Région de la Sunshine Coast, au Queensland, en Australie. Lors du recensement de 2016, Valdora avait une population de 532 personnes.

## Bâtiments publics
La Golden Valley State School a ouvert ses portes le 27 août 1918. Le 1er juillet 1940, elle a été rebaptisée Valdora State School. En 1949, le bâtiment de l'école a été déplacé vers un nouvel emplacement et a rouvert le 1er février 1949 sous le nom de Yandina Creek State School. Il a fermé le 7 août 1964.